# Ton de Kruyf
Ton de Kruyf (ur. 3 października 1937 w Leerdam, zm. 1 lutego 2012 w Amsterdamie) – holenderski kompozytor.

## Życiorys
Był autodydaktą. Uczestniczył w Międzynarodowych Letnich Kursach Nowej Muzyki w Darmstadcie, od 1957 roku był też uczniem Wolfganga Fortnera w Heidelbergu. We wczesnym okresie swojej twórczości posługiwał się techniką dodekafoniczną, później stosował serializm. W latach 70. XX wieku odszedł od konstruktywizmu na rzecz skupienia się na brzmieniowych właściwościach materiału muzycznego.

## Wybrane kompozycje
(na podstawie materiałów źródłowych)

### Utwory orkiestrowe
- Mouvements symphoniques (1956)
- Sinfonietta na orkiestrę smyczkową (1957, zrewid. 1965)
- 5 Impromptus (1958)
- Sinfonia II (1969)
- Quatre pas de deux na flet i orkiestrę (1972)
- Echoi na obój i smyczki (1973)
- Spring-time fantasietta na smyczki (1978)
- Canti e capricci na wiolonczelę i małą orkiestrę (1984, zrewid. 1989)
- Adagio, in memoriam Wolfgang Fortner (1987)
- Intrada na orkiestrę dętą (1989)
- Partita (1994)
- Canto di speranza (1998)

### Utwory kameralne
- Aubade na róg, 2 trąbki, puzon i tubę (1957, zrewid. 1967)
- Kwartet na flet, fagot, altówkę i wiolonczelę (1959)
- Sonatina na flet (1960)
- Music na kwartet smyczkowy (1962)
- Partita na kwartet smyczkowy (1962)
- Sonata na wiolonczelę solo (1964)
- Pas de deux na flet i fortepian (1968)
- Serenata per complesso da camera na flet, klarnet, harfę i kwartet smyczkowy (1968)
- Mosaico na obój i trio smyczkowe (1969)
- Séance na altówkę, harfę i fortepian (1969)
- Echoi na obój (1969)
- Musica portuensis na 4 saksofony (1983)
- 7 Preludes na wibrafon i ksylorimbę (1996)

### Utwory fortepianowe
- Sgrafitti (1960)
- Arioso na fortepian na 4 ręce (1975)
- Arcadia (1996)

### Utwory wokalno-instrumentalne
- Einst dem Grau der Nacht enttaucht... na mezzosopran i orkiestrę kameralną (1964)
- Pour faire le portrait d’un oiseau na mezzosopran i orkiestrę kameralną (1965)
- Fragment No. IV from Shakespeare Sonnets na głos średni, flet i wiolonczelę (1965)
- De blinde zwemmers na 3 chóry szkolne i 2 grupy instrumentalne (1966)
- Töne aus der Ferne na alt i orkiestrę kameralną (1967)
- Twee uur na recytatora i orkiestrę (1973)
- Meditations na baryton i orkiestrę kameralną (1976)
- Cantate na tenora, chór i orkiestrę kameralną (1978)
- Ode to the West Wind na chór i orkiestrę (1978)

### Opery
- Spinoza (wyst. Amsterdam 1971)
- opera radiowa Quahquauhtinchan in den vreemde na mezzosopran, narratora, chór mieszany i orkiestrę (1971, wyst. Hilversum 1972)

### Balety
- Chronologie II (1967)
- Himalaya (1995)
- Je maintiendral... (1999)